# Arie Kuijper
Arie Kuijper (Amsterdam, 11 februari 1948) is een voormalig ambtenaar en politicus voor de Partij van de Arbeid.
Kuijper volgde van 1962 tot 1967 aan de lagere technische school de opleiding tot timmerman, gevolgd door een aansluitende avondopleiding, en was ook als timmerman actief van 1966 tot 1968. In 1969/1970 volgde hij, na het vervullen van zijn dienstplicht aan de politieopleiding, de opleiding tot douanier aan het hoger beroepsonderwijs, en van 1969 tot 1977 was hij in dienst bij de douane als douanier, van 1977 tot 1982 als manager. Van 1982 - 1984 schoolde hij om tot organisatieadviseur, een beroep dat hij tot 1986 uitoefende, en in 1986 ging hij bij het ministerie van Financiën aan de slag als projectleider voor het ontwikkelen van computerprogramma's voor de Belastingdienst. In 1995 werd Kuijper staffunctionaris van het facilitair bedrijf voor de Belastingdienst.
In de jaren 70 was Kuijper enige jaren actief bij de vakbond ABVA/KABO. Eind jaren 70 werd hij lid van de Partij van de Arbeid, en in 1980 is hij een van de oprichters van de PvdA-afdeling in Meerssen. Hij was hier tot 1986 bestuurslid, waarvan twee jaar voorzitter, en was van 1984 - 1993 bestuurslid van PvdA gewest Limburg (waarvan de laatste 6 jaar voorzitter). Van 1986 tot 1994 was hij gemeenteraadslid in Heerlen, waarvan de tweede termijn fractievoorzitter. In 1993 was hij lid van het landelijk partijbestuur.
In 1998 werd Kuijper gekozen in de Tweede Kamer der Staten-Generaal, waar hij tamelijk op de achtergrond opereerde. In de Tweede Kamer hield hij zich bezig met enkele financiële onderwerpen, met justitie, politie en veiligheid en met regionaal-economische onderwerpen, zoals de positie van grenspompstations. In 2001 diende hij een initiatiefvoorstel in over zwaardere bestraffing van handel in wapens.
Arie Kuijper is en was actief bij projecten rond zwerfjongeren.
- Parlement.com: vg09llk2e1zs